# وادي نسمة (ساة)
'

تعديل مصدري - تعديل

وادي نسمة هي إحدى قرى عزلة ساه بمديرية ساة التابعة لمحافظة حضرموت، بلغ تعداد سكانها 87 نسمة حسب تعداد اليمن لعام 2004.